# Packhusplan
Packhusplan, är ett torg i Visby innerstad och var en gång i tiden stadens medelpunkt.

## Historik
Genom åren har torget skiftat namn och hette tidigare Rolandstorget.Av äldre kartor framgår att det under lång tid ända fram till mitten av 1800-talet benämndes Fiskartorget. I slutet av 1800-talet iordningställdes en mindre plantering med en fontän och i den en bronsskulptur föreställande Ymnighetsgudinnan. Skulpturen antogs länge ha skapats av Karl Romin, men 2019, i samband med en restaurering, upptäcktes att statyn köpts på postorder och var en dussinvara. 
Via ingången vid Lilla Strandporten, i Almedalens nordöstra hörn, kommer man till Packhusplan. Torget är det äldsta i Visby[källa behövs].

## Galleri

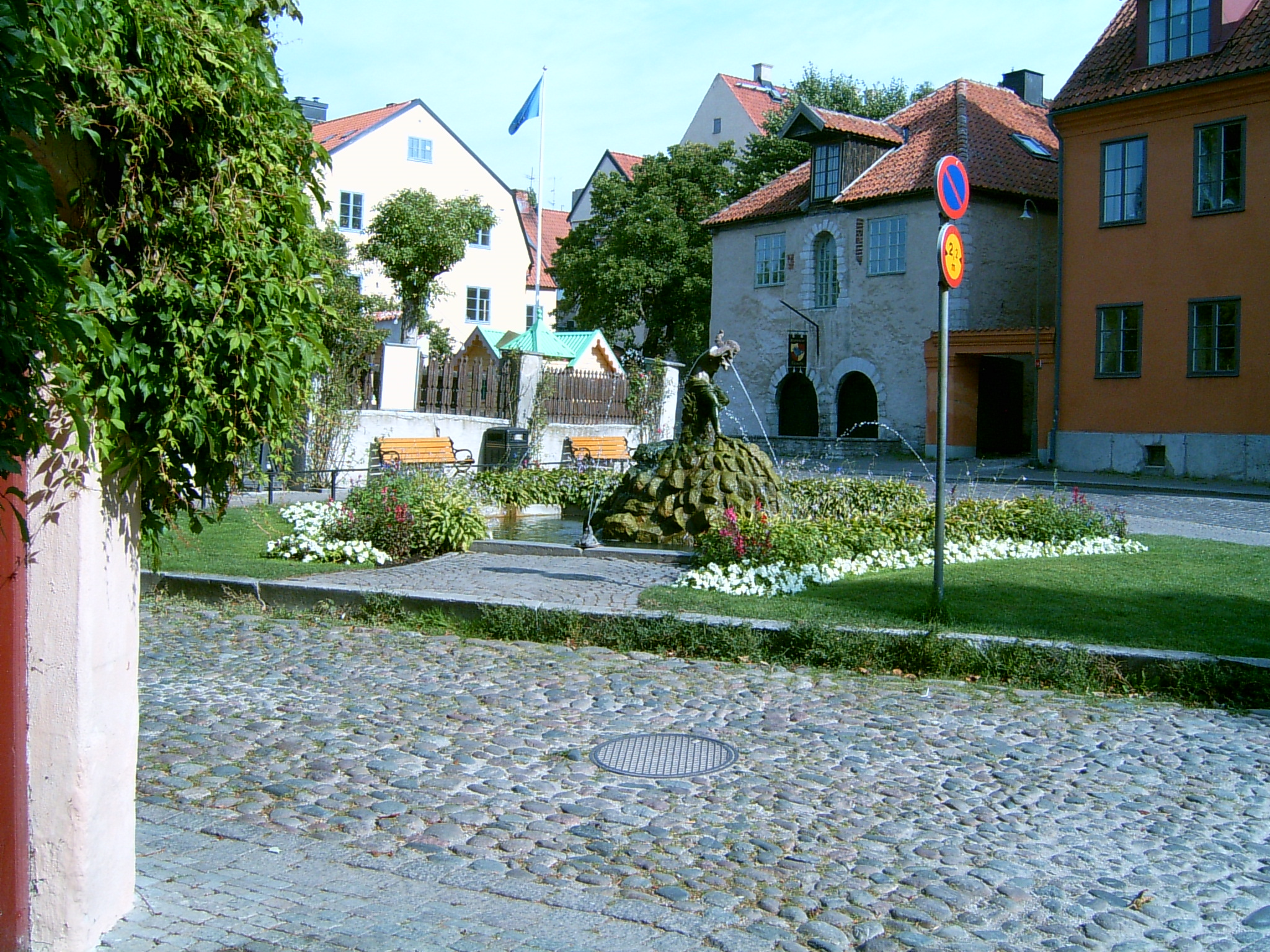
Packhusplan med fontänen som invigdes 1899.